# Пирятинский район
Пирятинский район (укр. Пирятинський район) — упразднённая административная единица на северо-западе Полтавской области Украины. Административный центром был город Пирятин. Ликвидирован постановлением Верховной Рады Украины 17 июля 2020 года Архивная копия от 9 июля 2021 на Wayback Machine, территория вошла в состав Лубенского района. Де-юре район будет ликвидирован с 01.01.2021 года.

## География
Пирятинский район находится на северо-западе Полтавской области Украины.
С ним соседствуют
Гребенковский,
Лубенский,
Чернухинский районы Полтавской области,
Варвинский и
Прилукский районы Черниговской области,
Яготинский район Киевской области,
Драбовский район Черкасской области.
Площадь района — 860 км².
Административный центр — город Пирятин.
Через район протекают реки Удай, Слепород, Руда, Перевод, Многа, Гнилая Оржица.

## История
Район образован в 1923 году из бывших Пирятинской и Городищенского волостей Пирятинского уезда в составе Прилукского, с 1930 года — Лубенского округов.
В 1932 году отнесены в состав Харьковской, а с 1937 года — Полтавской областей.
17 июля 2020 года ликвидирован постановлением Верховной Рады Украины. Территория района вошла в состав Лубенского района.

## Демография
Население района составляет 30 606 человек (2019),
в том числе городское — 15 391 человек,
сельское — 15 215 человек.

## Административное устройство
Район включает в себя:
| - Городских советов: 1 - Сельских советов: 14 | - Городов: 1 - Сёл: 42 |

### Местные советы[6]
| - Пирятинский городской совет - Александровский сельский совет - Белоцерковский сельский совет - Березоворудский сельский совет - Великокручанский сельский совет - Викторийский сельский совет - Грабаровский сельский совет - Давыдовский сельский совет | - Деймановский сельский совет - Каплинцевский сельский совет - Малютинский сельский совет - Сасиновский сельский совет - Смотриковский сельский совет - Тепловский сельский совет - Харьковецкий сельский совет |

### Населённые пункты[7]
| с. Александровка с. Архемовка с. Белоцерковцы с. Берёзовая Рудка с. Великая Круча с. Верхояровка с. Вечорки с. Виктория с. Вишневое с. Высокое с. Голобородько | с. Грабаровка с. Гурбинцы с. Давыдовка с. Деймановка с. Замостище с. Заречье с. Ивженки с. Калинов Мост с. Каплинцы с. Кейбаловка с. Кроты | с. Крячковка с. Леляки с. Малая Круча с. Малютинцы с. Марьинское с. Меченки с. Могилевщина с. Новые Мартыновичи с. Першотравневое г. Пирятин с. Повстин | с. Приходьки с. Ровное с. Сасиновка с. Смотрики с. Тепловка с. Усовка с. Харьковцы с. Червоное с. Шкураты с. Яцины |

#### Ликвидированные населённые пункты[8]
| с. Гришковка |